# Ottaviano di Paoli
Ottaviano di Paoli de’ Conti di Segni oder Ottaviano di Paoli (* im 12. Jahrhundert; † 5. April 1206) war ein italienischer Kardinal der Römischen Kirche.

## Leben

### Herkunft und frühe Jahre
Ottaviano stammte aus Rom oder dessen nächster Umgebung. Er empfing die Weihe zum Subdiakon und war Legat in Frankreich, um den dortigen Bischöfen die Einberufung der Synode von Lyon von 1179 bekanntzugeben.

### Wirken als Kardinal
Papst Lucius III. kreierte ihn in einem Konsistorium Mitte des Jahres 1182 zum Kardinaldiakon und verlieh ihm die Titeldiakonie Santi Sergio e Bacco. Ottaviano nahm an der Papstwahl 1185 teil, bei der Papst Urban III. gewählt wurde. Im Herbst 1186 reiste er wiederum nach Frankreich, um in Le Mans an einer Disputation teilzunehmen. Er wurde als Legat nach England gesandt, um dort Prinz Johann, den Sohn König Heinrichs II. zum König von Irland zu krönen. Bei seiner Ankunft hatte Heinrich jedoch seine Pläne geändert und schickte Ottaviano nach Frankreich, damit dieser König Philipp II. August von seinem Vorhaben abbrächte, Vormund des Erben des Herzogtums der Normandie zu werden. Mitte Februar 1187 findet sich Ottaviano mit König Heinrich II. in Flandern, am 5. April 1187 trafen sie sich mit König Philipp II., die beiden Herrscher wurden sich nicht über einen Waffenstillstand einig und es kam zu Kriegshandlungen. Der Kardinal reiste südwärts und unternahm einen Reformversuch in der Ordensgemeinschaft der Grammontenser. Später wandte er sich nach Paris und schlichtete einen innerkirchlichen Streit in der französischen Hauptstadt. Danach reiste er zurück nach Italien und war im August 1187 wieder in Rom.
Als König Richard Löwenherz in Ostia eintraf, vertrat Kardinal Ottaviano bei dessen Empfang den Papst. Er war Teilnehmer der ersten Papstwahl von 1187, aus der Gregor VIII. als Papst hervorging. Ferner nahm er an der zweiten Papstwahl desselben Jahres teil, die Clemens III. in das Papstamt brachte.

### Bischofsamt
Am 22. Februar (nach anderen Quellen am 31. Mai) 1189 wurde Ottaviano zum Kardinalbischof des suburbikarischen Bistums von Ostia und Velletri erhoben. Nach 1190 wurde er auch Vikar von Rom. Er nahm an der Papstwahl 1191 teil, aus der Papst Coelestin III. hervorging. Letzterer entsandte ihn nach Frankreich, diesmal zusammen mit Kardinal Giordano di Ceccano, die Kardinäle hatten den Auftrag, bei dem englischen Kanzler William Longchamp, der in Abwesenheit von Richard Löwenherz England regierte, auf Vermittlung zwischen dem Erzbischof von Rouen und Johann Ohnelands Anhängern zu dringen. Kardinal Ottaviano galt dabei als eher den Engländern zugeneigt, und als im Frühjahr 1192 die beiden päpstlichen Legaten die Grenze der Normandie erreichten, verweigerten ihnen die Normannen die Einreise, weil sie Machenschaften des französischen Königs hinter der Gesandtschaft vermuteten. Daraufhin wurden sie von Kardinal Ottaviano exkommuniziert und der Kardinal verhängte das Interdikt über die Normandie. Kardinal Giordano sprach sich gegen diese Maßnahmen aus und wurde daraufhin vom französischen König aus dessen Königreich verbannt. Um weiteren Verwicklungen vorzubeugen, untersagte der Papst beiden Legaten, die Normandie zu betreten. Kardinal Ottaviano reiste nach Paris und weiter in den Südosten des französischen Königreiches. Erst auf ausdrückliche Anordnung des Papstes hoben die Legaten das Interdikt über die Normandie auf. Kardinal Giordano blieb auf seinem Posten, während Kardinal Ottaviano nach Italien zurückkehrte. Auf dem Weg zwischen Lucca und Siena wurde die Reisegesellschaft des Kardinals – auf Betreiben des Kaisers oder des Markgrafen Konrad von Lützelhardt – überfallen und ausgeraubt, der Kardinal selbst wurde von der Gruppe getrennt und gefangen genommen, erst nach einiger Zeit wurde er freigelassen.
In den tiefgreifenden Zwistigkeiten zwischen Papst Coelestin III. und Kaiser Heinrich IV. wirkte Kardinal Ottaviano ebenfalls als päpstlicher Legat. Zusammen mit dem Kardinal Pietro Diana und dem päpstlichen Kammerherren Kardinal Cencio führte er im Herbst 1197 in der Nähe von Rom die entscheidenden Verhandlungen, jedoch starben sowohl der Kaiser als auch der Papst wenige Monate darauf. So nahm Kardinal Ottaviano an der Papstwahl 1198 teil, die zur Wahl von Innozenz III. führte. In den ersten Wochen seines Pontifikates entsandte Innozenz III. ihn zusammen mit Kardinal Gerardo zu Herzog Konrad von Spoleto, um dessen Unterwerfung unter die päpstliche Oberhoheit entgegenzunehmen. In Narni drohten die Legaten dem Herzog mit der Exkommunikation, wonach er ihre Bedingungen annahm. Während der Papst zwischen August und Oktober 1198 das nördliche Latium und Umbrien bereiste, blieb Kardinal Ottaviano als Vikar des Papstes in Rom zurück. Im Sommer 1199 war Kardinal Ottaviano Mitglied einer Kommission, der außer ihm noch Guido de Papa und Ugolino dei conti di Segni (der spätere Papst Gregor IX.) angehörten, welche in Veroli, an der Grenze zwischen dem Kirchenstaat und dem Königreich Sizilien, Verhandlungen mit dem Reichstruchsess Markward von Annweiler führte. Die Legaten erreichten Markwards Verzicht auf die Regentschaft und weitreichende Versprechen. Im Sommer des Jahres 1200 wurde Kardinal Ottaviano wiederum zum Legaten in Frankreich ernannt, diesmal mit der unlösbaren Aufgabe, eine Versöhnung zwischen Philipp II. und dessen verstoßener Ehefrau und zugleich mit den Welfen zu erreichen, ferner sollte der Kardinal England und Frankreich zu einem Friedensschluss drängen, und schließlich die Monarchen aufzufordern, einen Kreuzzug auszurufen.

### Letzte Jahre und Tod
Kardinal Ottaviano kehrte 1201 aus Frankreich an die römische Kurie zurück, nachdem er in Soissons ein Provinzialkonzil geleitet hatte. Bereits 1200 war er zum Dekan des Kardinalskollegiums gewählt worden, dieses Amt übte er bis zu seinem Tod aus.
Er starb im April 1206, wahrscheinlich in Rom, wo er seine letzten Lebensjahre verbracht hatte. Seine Begräbnisstätte ist unbekannt.